# Siniša Čular
Siniša Čular (Zagreb, 16. listopada 1969.) je hrvatski slikar.

## Životopis
Rodio se je 1969. u Zagrebu. U rodnom je gradu pohađao Školu primijenjenih umjetnosti, smjer slikarstvo. Te 1988. kad je maturirao upisao je i zagrebačku Akademiju likovnih umjetnosti. Još kao student bio je sudionikom slikarskih kolonija. Izlagao je u zemlji i inozemstvu još tijekom studija, a nastavio nakon što je diplomirao 1995. u klasi prof. Vasilija Josipa Jordana. 
Zaposlio se u Restauratorskom zavodu Hrvatske kao vanjski suradnik a poslije je neko vrijeme imao samostalni obrt za restauriranje umjetnina. Poslije opet radi za Hrvatski restauratorski zavod. 2007. je stekao naslov višeg konzervatora i restauratora.